# ヴィクトル・コチュベイ

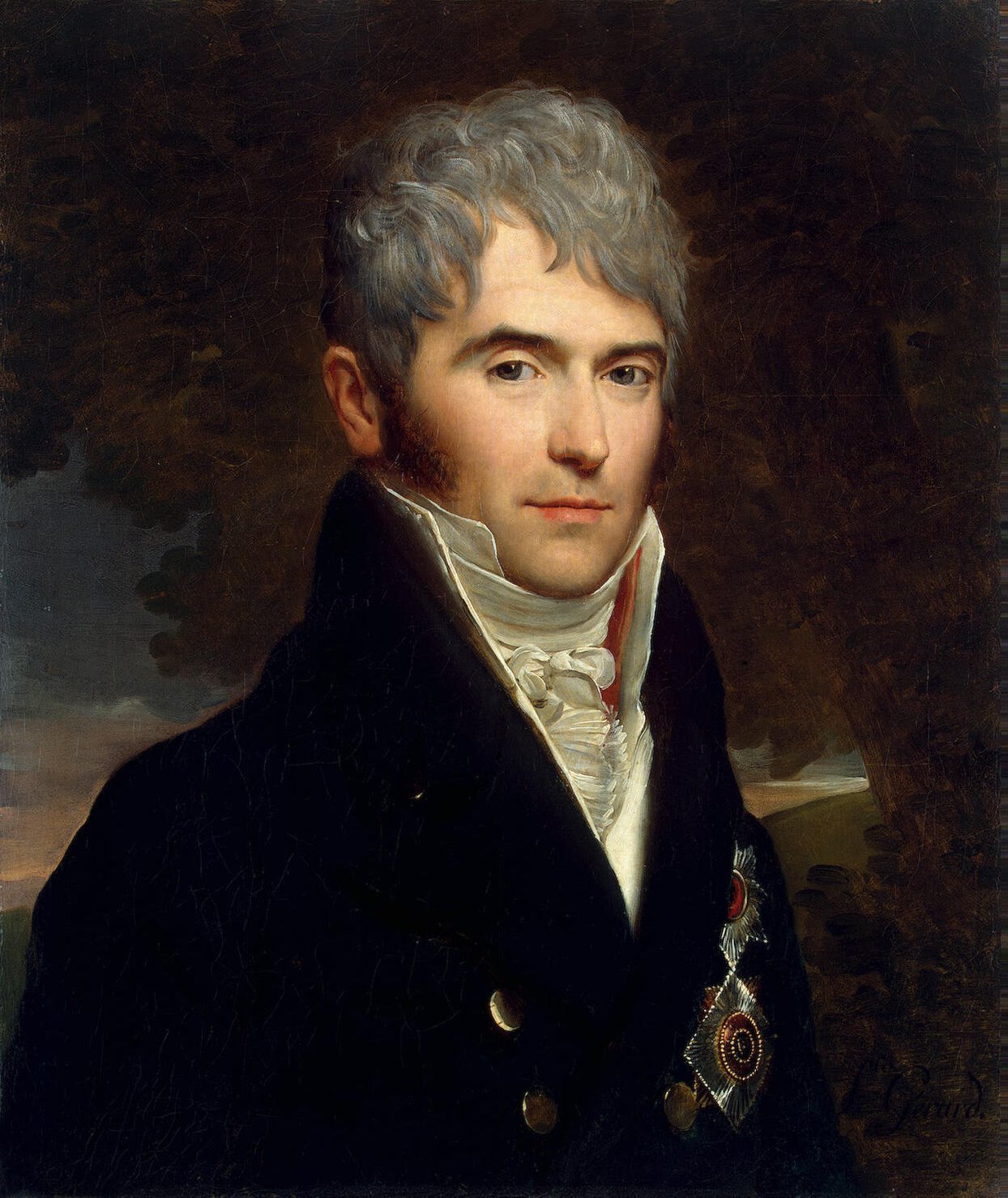
ヴィクトル・コチュベイ

ヴィクトル・パヴロヴィチ・コチュベイ（ロシア語:Виктор Павлович Кочубейヴィークタル・パーヴラヴィチュ・カチュビェーイ；ラテン文字表記の例：Viktor Pavlovich Kochubey、1768年 - 1834年）は、帝政ロシアの貴族、政治家。

## 人物・略歴
イヴァン・マゼーパとの対立で有名なウクライナの貴族であったヴァスィーリ・コチュベイは曽祖父に当たる。参事官としてロンドンとパリの在外公館勤務を経て、在オスマン帝国公使となった
。1798年に外交官養成大学の学長となり、翌年、伯爵位を叙爵されるが、皇帝パーヴェル1世によって追放される。1801年にパーヴェルが暗殺され、アレクサンドル1世が即位すると、治世当初、皇帝の「若き友人」の一人として改革を企図し皇帝の非公式な諮問機関である秘密委員会に参加した。1801年から1802年まで外務大臣、1802年に内務大臣に転じ、コチュベイはミハイル・スペランスキーを重用して、一時自身の代理を務めさせた。スペランスキーは1809年に「国家改造案」を提出するなど、皇帝の側近として大胆な改革を推し進めようとした。コチュベイは1812年に一時、職を離れるが、1819年に再び内相となり、1825年まで務めた。1825年のアレクサンドル1世死去後、新皇帝ニコライ1世のもとで、1827年、国家評議会議長、大臣委員会議長となり、1834年には公爵（クニャージ）を与えられ、帝国宰相となった。